# Bengt-Göran Broström

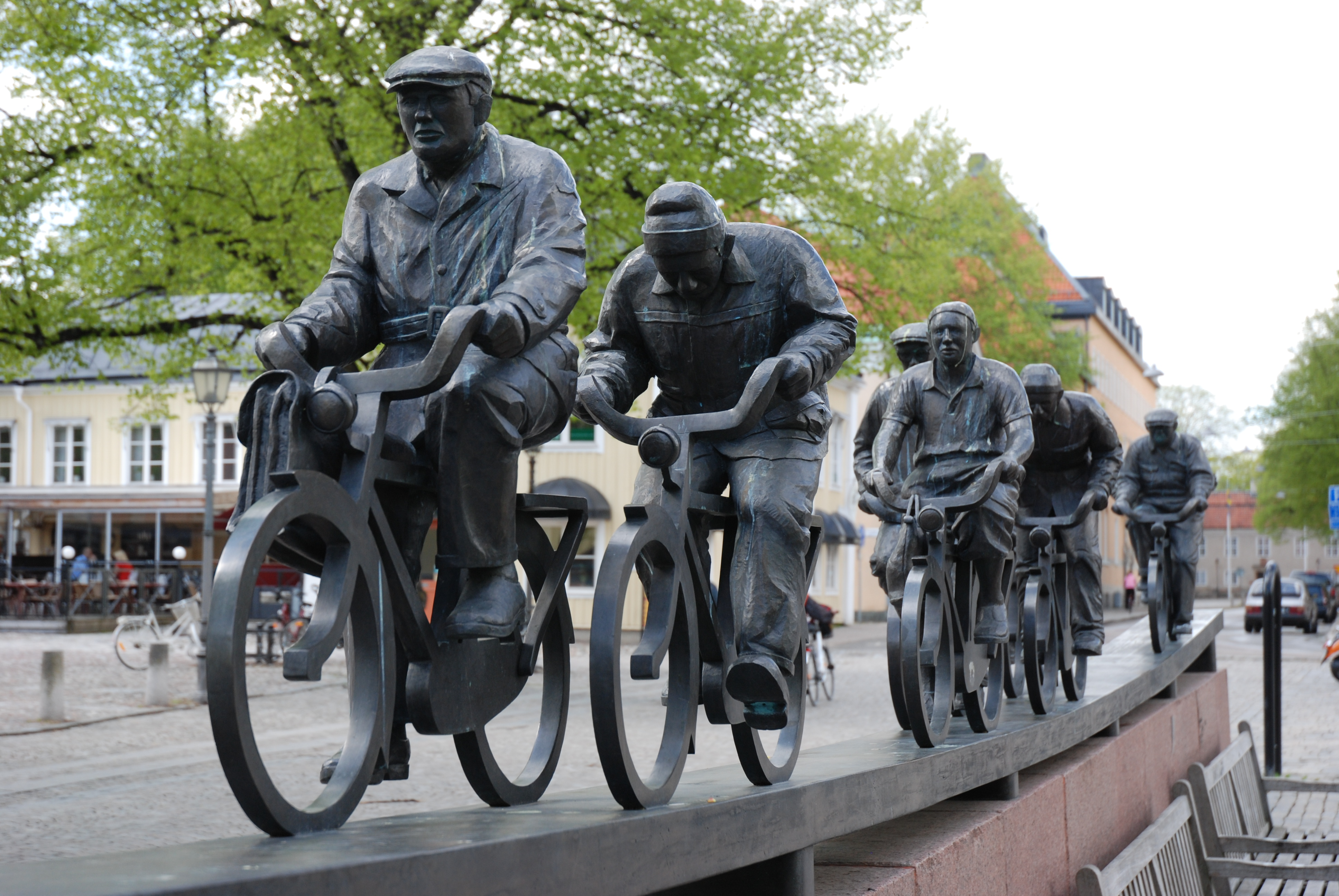
ASEA-strömmen i Västerås

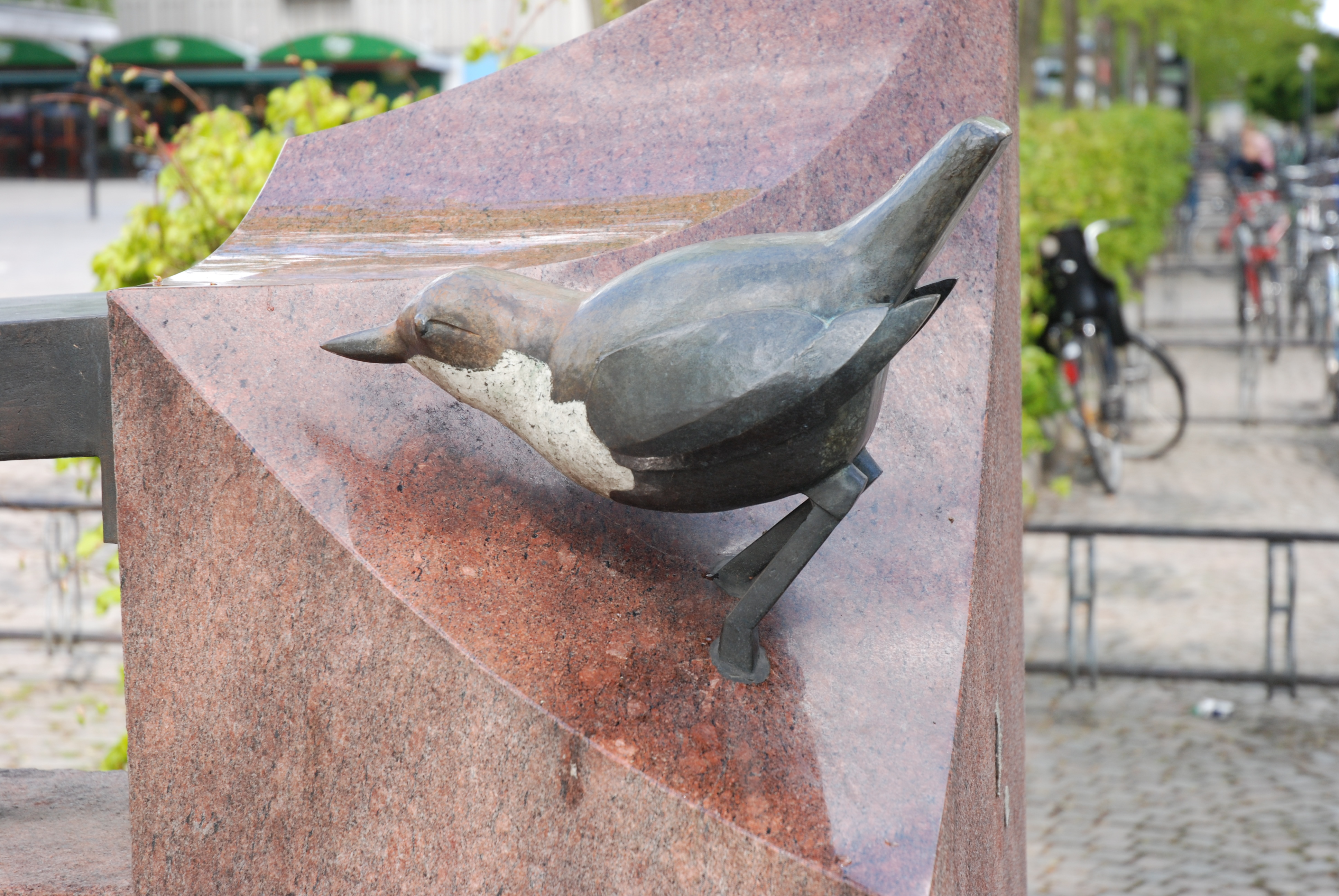
Detalj av ASEA-strömmen

Bengt-Göran Broström, född 10 oktober 1947 i Västerås, död där 30 maj 2004, var en svensk målare och skulptör.
Bengt-Göran Broström studerade på Konstfack i Stockholm och på Valands målarskola i Göteborg. Han utförde ett stort antal offentliga utsmyckningar i Västerås, där han också bodde och verkade under hela sitt yrkesliv. Han är mest känd för den monumentala, 12 meter långa skulpturen Aseaströmmen på Stora Torg i Västerås.

## Offentliga verk i urval
- Ugglan och kalhugget (1981), trä, Vetterslunds förskola, Västerås
- Första maj (1984), trä, f.d. Folkets Hus, Hemdal, Västerås
- Aseaströmmen (1989), brons och granit, Stora Torget i Västerås
- Vänortsbrunnen (1990), betong (terrazzoteknik)
- Livets källa (1991), trä, Västerås stadshus
- Lätt som en fjäder (1991), trä, Aros Congres Center, Västerås
- Mälarvass (1991), metall, genomgången genom Västerås stadshus
- ICA-handlarna (1997, trä, Västerås Konserthus
- Stolen (1999), trä, Skiljebiblioteket, Västerås
- Rött väder (2000), trä, Västerås Flygplats
- Tre steg och ett hopp (2000), trä, Friidrottshallen, Västerås